# Ninon de Lenclos
Anne "Ninon" de l'Enclos sau Ninon de Lenclos (sau Lanclos) (n. 10 noiembrie 1620 - d. 17 octombrie 1705) a fost o scriitoare, curtezană și liber-cugetătoare franceză.
A fost și o promotoare a artei, găzduind diverse saloane literare.
Era nu numai o persoană cultă, fiind considerată și cea mai frumoasă femeie a secolului al XVII-lea.

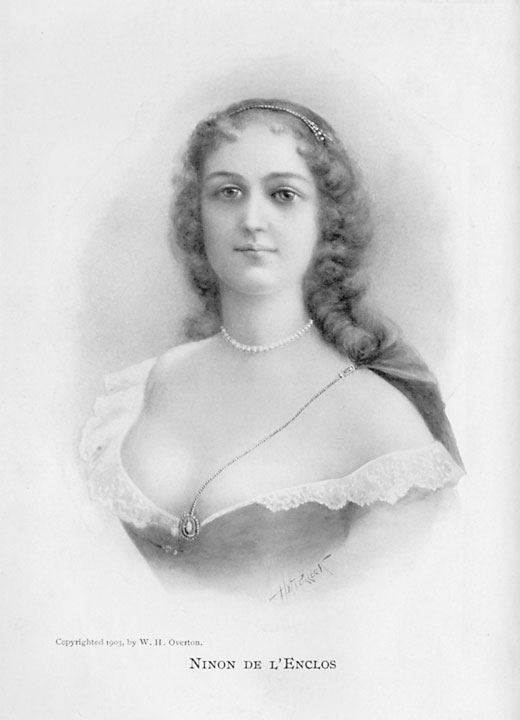
Ninon de Lenclos

Printre invitații care frecventau saloanele sale, se pot enumera: Fontenelle, Rochefoucauld, Lully, La Fontaine, Filip al II-lea de Orléans, Perrault, Huygens, Racine.
Datorită ideilor sale revoluționare și critice la adresa religiei, a fost încarcerată de către regina Ana de Austria, dar a fost eliberată ulterior de către cardinalul Mazarin la stăruințele reginei Cristina a Suediei.
Nu s-a căsătorit niciodată și și-a lăsat averea unui copil de 9 ani, François Marie Arouet, care mai târziu va deveni celebrul Voltaire.

## Legături externe
- ro  Ninon De L'Enclos, cea mai frumoasa femeie a secolului al 17-lea Arhivat în 16 mai 2014, la Wayback Machine.